# Frida (film)
(Frase pronunciata da Diego Rivera, uno dei simboli del film)
Frida è un film biografico del 2002 diretto da Julie Taymor e incentrato sulla sofferta e tormentata vita privata della grande pittrice messicana Frida Kahlo, interpretata dall'attrice, anch'ella messicana, Salma Hayek.
La pellicola è un adattamento cinematografico del libro biografico Frida. Una biografia di Frida Kahlo di Hayden Herrera.

## Trama
Messico, 1925. La diciottenne Frida Kahlo è una giovane studentessa appassionata di pittura, la cui vita trascorre tranquillamente fino al giorno in cui l'autobus che la portava a casa da scuola si scontra con un tram, provocandole numerose e gravi ferite. Dopo mesi di riposo ingessata nel letto di casa sua, Frida sente il bisogno di liberarsi e mostrare alla famiglia che la sua situazione di infermità è solo temporanea, e che anche lei può aiutare suo padre economicamente: inizia quindi a dipingere.
Nonostante sembri che tutte le speranze siano perdute, Frida riprende a camminare e, sperando di avere un futuro come pittrice per poter dare così una mano alla famiglia, va in cerca del famoso pittore Diego Rivera, iscritto al partito comunista e noto per la sua fama di seduttore, già con due ex mogli e padre di tre figlie. Diego, dopo averla motivata a dipingere ancora, insiste sul fatto che lei abbia un grandissimo talento e la introduce nel mondo dell'arte e della politica, presentandole illustri personaggi dell'epoca. Tra Frida e Diego nasce un rapporto più forte dell'amicizia: i due si fidanzano, e dopo pochissimo tempo si sposano.
La coppia trascorre i primi tempi assai felicemente, ma ben presto Frida si trova a dover mettere una pietra sopra ai continui tradimenti del marito, tanto da iniziare anche lei (che è bisessuale) ad avere relazioni extraconiugali. Dopo qualche tempo i due partono per New York, dove Nelson Rockefeller incarica Diego di dipingere l'atrio del Rockefeller Center. È un bel momento per la coppia poiché Frida è incinta e la loro carriera va a gonfie vele, tuttavia il sogno finisce presto: dopo pochissimo tempo, Frida subisce un aborto spontaneo (ricevendo la conferma che il suo corpo è troppo leso all'interno per poter sopportare una gravidanza) e sua madre muore, mentre Diego viene congedato da Rockefeller in quanto nel dipinto aveva incluso il rivoluzionario russo Lenin.
I due tornano nel loro studio a San Ángel in cerca di nuova felicità, ma una sera Frida scopre una relazione tra sua sorella Cristina e Diego: questo è un colpo durissimo per Frida che, dopo aver sopportato troppi tradimenti, è ormai stanca del rapporto con il marito, così i due si separano malamente.
Dopo un periodo di depressione, però, Frida riprende i rapporti con Diego durante la celebrazione del Día de los Muertos, e la coppia ospita, a casa dei genitori di lei, l'esule russo Lev Trockij, con il quale Frida inizia una relazione dopo un'escursione a Teotihuacan. Dopo la partenza di Trockij, Frida si reca a Parigi, dove André Breton inaugura una mostra di sue opere. Lì vive un momento felice e spensierato, che però presto finisce, poiché sentendo la mancanza di Diego decide di tornare a casa, a Coyoacán. Allora viene incolpata per aver dato ospitalità a Trockij (che nel frattempo è stato assassinato) e l'aspetta la prigione, ma presto Diego convince il presidente Lázaro Cárdenas del Río a farla rilasciare. I due si risposano, Frida perdona Cristina e ricomincia a vivere un periodo apparentemente felice, nonostante l'amputazione di alcune dita dei piedi a causa della gangrena.
Passato del tempo, la pittrice si ammala di broncopolmonite e, non potendo alzarsi dal letto, le viene impedito di recarsi alla sua prima mostra nel suo paese, quindi a malincuore lascia che sia Diego a presentare i suoi quadri, promettendogli di aspettarlo. Nonostante le promesse, Frida si fa alla fine trasportare con il letto sino al museo, dove viene accolta con clamore e sorpresa da Diego e dalla folla, in attesa di assistere alla sua mostra.
Il film si conclude con Frida che, ormai morente, regala un anello a Diego in vista dell'anniversario di nozze che si sarebbe presto celebrato; i due si abbracciano e Frida chiede di essere cremata. Muore il 13 luglio 1954, una settimana dopo aver compiuto 47 anni, ma finalmente serena nel suo letto.
Le ultime, celebri parole che ella scrive sul suo diario e con cui si aprono i finali titoli di coda sono: Spero che l'uscita sia gioiosa, e spero di non tornare mai più.

## Produzione

### Adattamento
La trasposizione cinematografica della vita di Frida Kahlo fu inizialmente proposta da Nancy Hardin, che nel 1988 acquisì i diritti del libro di Hayden Herrera Frida. Una biografia di Frida Kahlo, perché ritenne la vita dell'artista « molto contemporanea », e la sua storia un racconto emblematico per le donne combattute tra matrimonio e carriera », cercando di venderla « come un'epica storia d'amore nella tradizione di La mia Africa ». Hardin suscitò l'interesse di attrici come Meryl Streep e Jessica Lange, ma non quello degli Studios.
Poiché nel frattempo l'arte di Frida Kahlo aveva raggiunto una certa fama, nella primavera del 1991 il regista Luis Valdez iniziò a lavorare a un adattamento cinematografico prodotto dalla New Line, con protagonista Laura San Giacomo: questa scelta determinò perplessità, perché l'attrice non è di origine latino-americana, così la New Line accolse l'obiezione sollevata e nell'agosto 1992 abbandonò il soggetto, allora intitolato Frida e Diego, adducendo ragioni finanziarie. 

Il progetto di Hardin si ritrovò presto sommerso da altri simili, infatti dichiarò:
Quando ho provato a vendere il progetto per la prima volta… non c'era interesse perché nessuno aveva sentito parlare di Frida. Alcuni anni dopo, ho sentito l'esatto contrario: che c'erano troppi progetti su Frida Kahlo in sviluppo e nessuno voleva il mio. 

### Sviluppo
All'inizio del 1992 fu Valdez ad essere contattato da Salma Hayek, allora quasi sconosciuta negli Stati Uniti, che, determinata, inviò anche il suo curriculum al regista, ma alla fine le fu detto che era troppo giovane per il ruolo, dato che all'epoca ella aveva solo 26 anni.
Nel 1993, Valdez ribattezzò il suo film Le due Frida con Laura San Giacomo e Ofelia Medina che interpretavano entrambi la pittrice Kalho. Raúl Juliá fu scelto per il ruolo di Diego Rivera, ma la sua improvvisa morte fece ulteriormente ritardare il film. Le difficoltà di completamento dei casting si rivelarono enormi, ma Speed si unì a Hardin per sostenere il suo progetto e, dopo quattro anni di sviluppo, i due vendettero il progetto dalla HBO alla oggi fallita Trimark e al produttore Jay Polstein.

Alla Trimark, Salma Hayek si ripresentò e si interessò al ruolo di Frida Kalho, essendo affascinata dalle sue opere da quando aveva 13 o 14 anni, anche se non divenne subito sua ammiratrice:
A quell'età non mi piaceva il suo lavoro: lo trovavo "brutto" e grottesco. Ma qualcosa mi ha incuriosito, e più ho imparato, più ho iniziato ad apprezzare il suo lavoro. C'era molta passione e profondità nel suo pennello. Alcune persone ci vedono solo il suo dolore, ma io ci vedo anche ironia e umorismo. Penso che ciò che mi attira di più di lei sia ciò che Diego vide in lei. Lei era una combattente. Molte cose avrebbero potuto sminuire il suo spirito, come l'incidente o l'infedeltà di Diego. Ma non è stata mai schiacciata da niente. 
La Hayek era così determinata a interpretare il ruolo che contattò anche Dolores Olmedo Patino, amante di lunga data di Diego Rivera e, dopo la morte della donna, amministratrice dei diritti dell'arte di Frida e Rivera, Salma si assicurò personalmente l'accesso ai dipinti della Kahlo, e iniziò a assemblare un cast di supporto, avvicinandosi ad Alfred Molina per il ruolo di Rivera nel 1998.
Quando anche il produttore Polstein abbandonò il progetto e la Trimark, però, la produzione era di nuovo a rischio, così la Hayek contattò Harvey Weinstein e la Miramax, la quale finalmente acquistò il film dalla Trimark e finalmente assicurò di portarlo a termine fino alla fine; anche Julie Taymor poi decise di partecipare al progetto, nel ruolo di regista.
Nel frattempo, nell'agosto 2000 fu annunciato che Jennifer Lopez avrebbe recitato nella versione di Valdez, Le due frida, per allora prodotta da American Zoetrope.
Tuttavia, furono Salma Hayek, la troupe di Julie Taymor e la Miramax ad iniziare, nella primavera del 2001, la produzione del film che entro il 2002 sarebbe diventato semplicemente Frida. Edward Norton perciò riscrisse la sceneggiatura, anche se non fu mai accreditato come vero sceneggiatore del film.

### Controversie
In un editoriale del dicembre 2017 per il New York Times, la stessa Salma Hayek ha dichiarato che Weinstein tentò di ostacolare la realizzazione del film Frida, minacciando di chiudere la produzione del film, a meno che ella non avesse accettato di includere una scena di sesso con un'altra donna e nudo frontale della protagonista, cosa che Hayek ovviamente non accettò.
In risposta, Weinstein ha affermato che nessuna delle accuse sessuali fatte dalla Hayek erano vere e che non ricordava di aver fatto pressioni sull'attrice "per fare una scena di sesso gratuita".

### Riprese
Le riprese del film si sono svolte nel corso del 2002 in Messico.

## Riferimenti ai dipinti
I passeggeri dell'autobus su cui viaggia la 18enne Frida Kahlo, nella scena dell'incidente, sono basati sui soggetti di un ritratto della pittrice del 1929, L'autobus. Altri dipinti della Kahlo mostrati direttamente o comunque rappresentati nel film dai personaggi includono Frida e Diego Rivera (1931), Ciò che l'acqua mi ha dato (1938), Le due Frida (1939), La colonna rotta (1944) e Il cervo ferito (1946).
I Brothers Quay hanno creato la sequenza di animazione in stop motion nel film che descrive le fasi iniziali del recupero della Kahlo in ospedale dopo l'incidente, e sono ispirate alla festa messicana della Dìa de los Muertos. Infine, l'abito che Valeria Golino indossa alla mostra d'arte messicana del 1953 di Frida Kahlo è una replica dell'abito che il suo personaggio, Guadalupe Marín, indossava nel suo ritratto svolto da Rivera del 1938.

## Colonna sonora
La colonna sonora del film, intitolata Frida Soundtrack e interpretata principalmente dalla cantante messicana Lila Downs, è stata messa in vendita a partire dal 18 ottobre 2002. Ha vinto l'Oscar ed il Golden Globe alla migliore colonna sonora.

## Distribuzione
Il film fu proiettato in anteprima mondiale il 29 agosto 2002 alla Festival di Venezia, dove è stato il film d'apertura. Fu distribuito nelle sale cinematografiche statunitensi il 25 ottobre 2002 con distribuzione limitata, mentre in quelle italiane il 17 gennaio 2003.

## Accoglienza

### Incassi
Frida ha incassato 25,9 milioni di dollari tra Stati Uniti e Canada, e 30,4 milioni di dollari nel resto del mondo, per un totale di 56,3 milioni di dollari, contro un budget di produzione di 12 milioni di dollari. Inizialmente fu proiettato solo in cinque sale e guadagnò $ 205.996 nel suo weekend di apertura in America; la settimana successiva il film si espanse, finché alla fine di dicembre 2002, Frida veniva proiettato in più di 300 sale e aveva già guadagnato oltre 20 milioni di dollari.

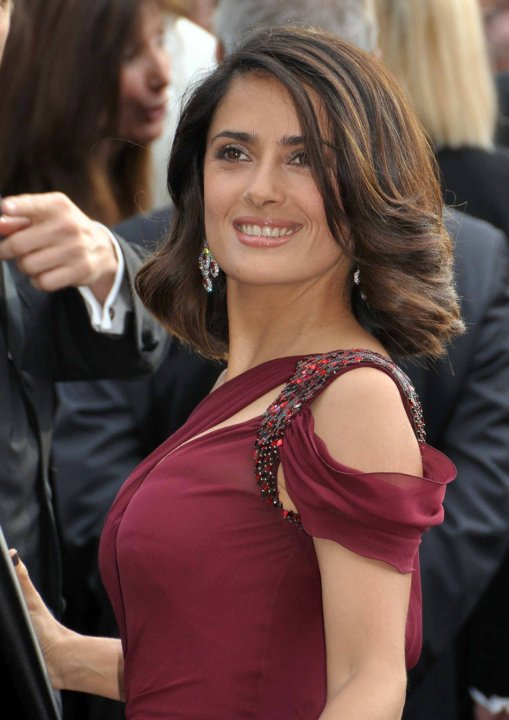
Salma Hayek, per la sua interpretazione di Frida Kahlo, ha ricevuto una candidatura al Premio Oscar come miglior attrice

### Critica
Sul sito web Rotten Tomatoes, il film riceve il 75% delle recensioni professionali positive, con un voto medio di 6,88 su 10, basato su 158 recensioni; il consenso critico del sito scrive: "Frida è un film biografico appassionante, e visivamente sorprendente, sull'artista più grande della sua stessa vita".
Metacritic, assegnante sempre un punteggio da 1 a 100 alle singole recensioni di film, assegna al film una valutazione media di 61 sulla base di 38 recensioni, indicando "recensioni generalmente favorevoli". Stella Papamichael, per la BBC, ha assegnato al film 3 stelle su 5, dichiarando: "La biografia di Julie Taymor della pittrice messicana Frida Kahlo collega i punti tra arte e angoscia: la disparità sta nel fatto che Frida si accontenta di solleticare una fantasia dove dovrebbe esserci un pugno. Sebbene coinvolga e anche vivacemente, offre il tipo di piacere colpevole che uno studente di Belle Arti potrebbe trarre da un fumetto patinato".
Il critico cinematografico Roger Ebert ha assegnato al film 3 stelle e mezzo, commentandolo: "A volte sentiamo che il film passa da un evento colorato all'altro senza tregua, ma a volte deve essere sembrato a Frida Kahlo come se lo fosse anche la sua vita." Jonathan Foreman, per il New York Post, ha elogiato la colonna sonora e la direzione di Julie Taymor, dicendo che il film "cattura sia l'ambiente affascinante e profondamente cosmopolita in cui la Kahlo e Rivera abitavano, sia l'importanza che il Messico aveva negli anni '30 per la sinistra internazionale". Ha aggiunto tuttavia, come unica nota dolente, che gli accenti strani adottati da artisti del calibro di Judd e Rush ne deludono l'autenticità.
Infine, Andrew Pulver di The Guardian, ha dato al film 3 stelle e ha aggiunto che si tratta di "un film sostanziale".

## Riconoscimenti
- 2003 – Premio Oscar[29]
  - Miglior trucco a John Jackson e Beatrice De Alba
  - Miglior colonna sonora a Elliot Goldenthal
  - Candidatura alla miglior attrice protagonista a Salma Hayek
  - Candidatura alla migliore scenografia a Felipe Fernández del Paso e Hania Robledo
  - Candidatura ai migliori costumi a Julie Weiss
  - Candidatura alla migliore canzone (Burn It Blue) a Julie Taymor e Elliot Goldenthal
- 2003 – Golden Globe[30]
  - Migliore colonna sonora a Elliot Goldenthal
  - Candidatura alla migliore attrice in un film drammatico a Salma Hayek
- 2003 – Premio BAFTA
  - Miglior trucco a Regina Reyes, Judy Chin, John Jackson e Beatrice De Alba
  - Candidatura alla miglior attrice protagonista a Salma Hayek
  - Candidatura al miglior attore non protagonista ad Alfred Molina
  - Candidatura ai migliori costumi a Julie Weiss
- 2002 - Festival di Venezia
  - Premio Mimmo Rotella Foundation a Julie Taymor
  - Candidatura al Leone d'Oro per il miglior film
- 2003 – Critics' Choice Award
  - Candidatura alla miglior attrice protagonista a Salma Hayek
  - Candidatura al miglior attore non protagonista ad Alfred Molina
- 2003 – Satellite Award
  - Migliori costumi a Julie Weiss
  - Miglior colonna sonora a Elliot Goldenthal
  - Candidatura alla miglior attrice in un film drammatico a Salma Hayek
  - Candidatura al miglior attore non protagonista ad Alfred Molina
  - Candidatura alla migliore scenografia a Felipe Fernández del Paso e Hania Robledo
- 2003 – Screen Actors Guild Award
  - Candidatura alla miglior attrice protagonista a Salma Hayek
  - Candidatura al miglior attore non protagonista ad Alfred Molina[31]

## Curiosità
- Alcuni dei quadri attribuiti nel film a Frida Kahlo sono in realtà stati dipinti proprio da Salma Hayek.
- Robert De Niro era stato interessato al ruolo di Diego Rivera dopo aver saputo dello sviluppo del film.[32]